# Trezevant
Trezevant – miasto w Stanach Zjednoczonych, w stanie Tennessee, w hrabstwie Carroll.